# Curt Hansen
Pour les articles homonymes, voir Hansen.
Curt Hansen (né le 18 septembre 1964) est un grand maître danois du jeu d'échecs.

## Biographie
Il est champion d'Europe junior en 1981-1982, remporte le championnat des pays nordiques en 1983, il a remporté le championnat du monde d'échecs junior en 1984 et a été champion du Danemark à plusieurs reprises. Il est titulaire du titre de grand maître international depuis 1985. En 1992, il devint le premier joueur danois, dépassant Bent Larsen qui détenait cette place depuis 20 ans. Il cède la place à Peter Heine Nielsen en 2003. Il a remporté deux fois le tournoi d'échecs Sigeman & Co : en 1994 et 2004.
Il n'a pas disputé de partie comptabilisée pour le classement Elo de juillet 2007 à octobre 2010. Au 1er décembre 2016, il est le numéro deux danois avec un classement Elo de 2 596.